# Gabat (Frankrijk)
Gabat is een gemeente in het Franse departement Pyrénées-Atlantiques (regio Nouvelle-Aquitaine) en telt 215 inwoners (1999). De plaats maakt deel uit van het arrondissement Bayonne.

## Geografie
De oppervlakte van Gabat bedraagt 8,2 km², de bevolkingsdichtheid is 26,2 inwoners per km².
De onderstaande kaart toont de ligging van Gabat (Frankrijk) met de belangrijkste infrastructuur en aangrenzende gemeenten.

## Demografie
Onderstaande figuur toont het verloop van het inwonertal (bron: INSEE-tellingen).